# بارجا
بارجا، (بالإنجليزية: Barga)‏، هي مدينة من القرون الوسطى، و (بلدية) في مقاطعة لوكا، في توسكانا، وسط إيطاليا. فهي موطن لحوالي 10,000 شخص وهي المدينة الرئيسية لـ «ميد فالي» (منتصف الوادي) لنهر سيرشيو.

## السكان
في سنة 1861 بلغ عدد السكان 7٬830 نسمة، وتطور العدد ليصل في سنة 2011 لـ 10٬125 نسمة.
يظهر هذا المخطط البياني تطور النمو السكاني لـ بارجا

## توأمة
لبارجا اتفاقيات توأمة مع كل من:
- غلاسكو
- لوثيان الشرقية
- Hayange [الإنجليزية]‏
- بلدية ياليفاره